# Aunuʻu
Aunuʻu ist eine kleine Insel vulkanischen Ursprungs, welche geographisch zu den Samoainseln und politisch zu Amerikanisch-Samoa gehört. 

## Geographie
Die Fläche der Insel beträgt etwa 1,52 km². Von den 436 Einwohnern der Insel leben fast alle im einzigen Ort Aunuʻu an der Westküste.
Die Insel wird nur durch eine etwa 1 km breite Wasserstraße von ihrer großen Nachbarinsel Tutuila getrennt und liegt dort dem Dorf Utumea gegenüber. Nächstgelegener Punkt ist Matuli Point etwas östlich von Utumea.
Der Osten wird fast ausschließlich durch die Caldera eines erloschenen Vulkanes gebildet. Die beiden Gipfel der Insel befinden sich auf dem Kraterrand. Pofala Hill mit 75 Metern im Norden ist Standort des Leuchtturms. Im Süden liegt der Fogatia Hill, der nach einigen Quellen noch höher ist als der Pofala Hill.

## Umwelt
Innerhalb des Vulkankraters haben sich große Mengen Süßwasser angesammelt und somit eine einzigartige Flora und Fauna entstehen lassen. Wegen der hohen Diversität von Pflanzen und Tieren im Faimulivai Marsh im Zentrum der Caldera wurde das Gebiet der Caldera unter Naturschutz gestellt.
Die gesamte Insel ist seit 1972 eine National Natural Landmark. In dem Naturpark findet man, unter anderem, die Pazifische Schwarz-Ente, Purpurhühner und Wasserkastanien.  

## Verwaltung
Administrativ bildet Aunuʻu eines der sechs villages (Dörfer) im SaʻOle County, das zum Ost-Bezirk (Eastern District) von Amerikanisch-Samoa gehört.

## Einzelnachweise

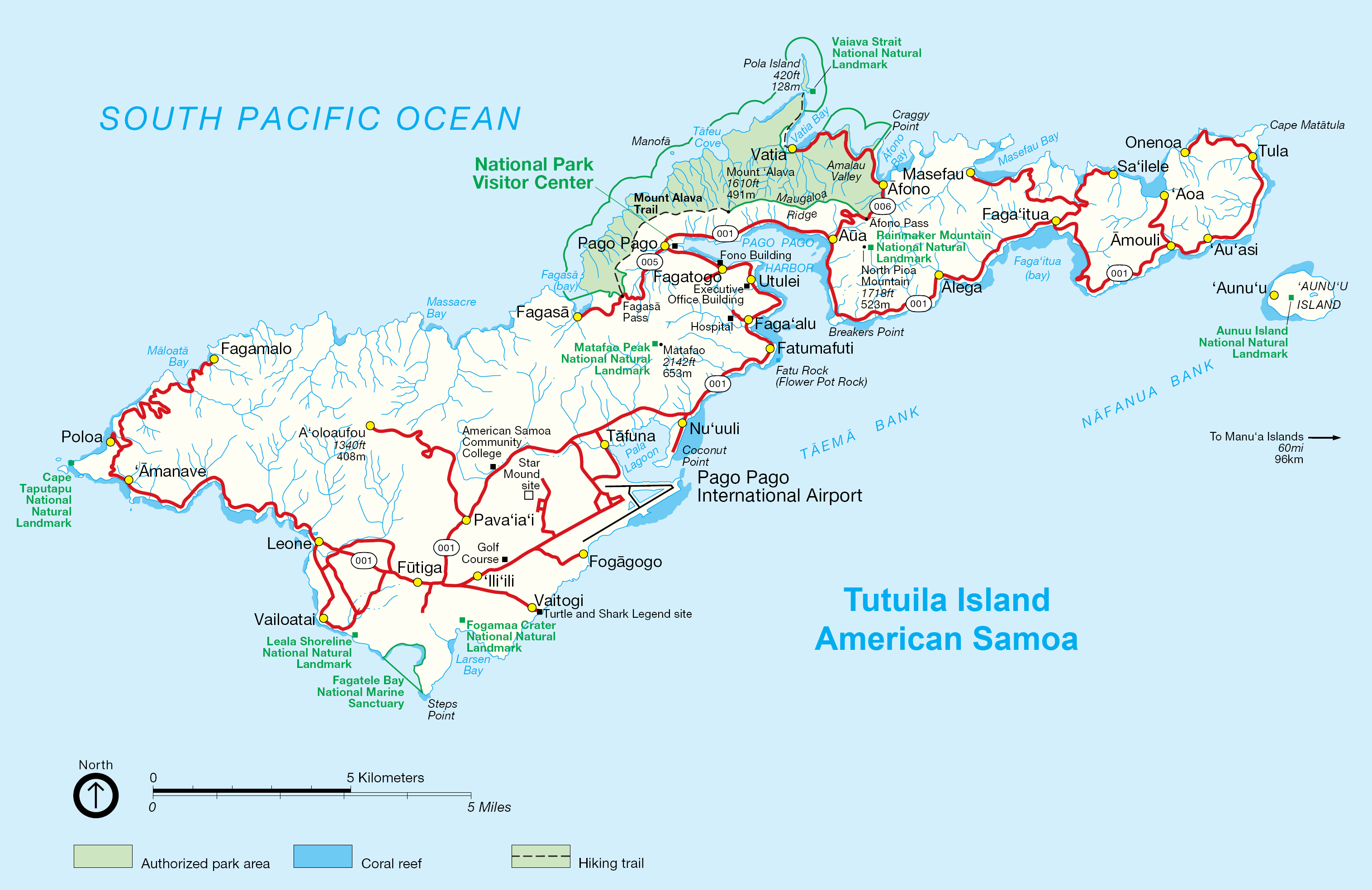
Übersichtskarte von Tutuila, mit Aunuʻu im Osten